# Lyall Franklin Hanson
Pour les articles homonymes, voir Hanson.
Lyall Franklin Hanson (20 juillet 1929-23 avril 2018) est un homme politique canadien de la Colombie-Britannique. Il est député provincial créditiste et réformiste (en) de la circonscription britanno-colombienne d'Okanagan North de 1986 à 1991 et de Okanagan-Vernon de 1991 à 1996. Il est ministre dans les cabinets de Bill Vander Zalm et de Rita Johnston.

## Biographie
Né à Domremy en Saskatchewan, Hanson sert comme maire de la ville de Vernon en Colombie-Britannique avant d'entrer en politique provinciale.
Au gouvernement, Hanson occupe les postes de ministre du Travail et des Services aux consommateurs de 1986 à 1989 et ministre des Affaires municipales de 1989 à 1991. Il est chef intérimaire des Créditistes en mai 1994, mais il se rallie peu de temps après auprès des Réformistes.
Il meurt à Vernon en avril 2018 à l'âge de 88 ans.